# 中国湿地公园
中国的湿地公园，是依据《国务院办公厅关于加强湿地保护管理的通知》中有关“采取多种形式，加快推进自然湿地的抢救性保护……对不具备条件划建自然保护区的，也要因地制宜，采取建立湿地保护小区、各种类型湿地公园、湿地多用途管理区或划定野生动植物栖息地等多种形式加强保护管理” 及其他湿地保护管理文件的精神指引下划建的公园类型，是中国国家湿地保护体系的重要组成部分。
中国现有两种类型的湿地公园，即湿地公园和城市湿地公园。

## 中国国家湿地公园
对湿地公园的定义，是“以具有显著或特殊生态、文化、美学和生物多样性价值的湿地景观为主体，具有一定规模和范围，以保护湿地生态系统完整性、维护湿地生态过程和生态服务功能并在此基础上以充分发挥湿地的多种功能效益、开展湿地合理利用为宗旨，可供公众浏览、休闲或进行科学、文化和教育活动的特定湿地区域。”“湿地公园” 分“国家湿地公园” 和“省级湿地公园” 两个等级 ，其中国家湿地公园由国家林业局批准设立。
参见：中国国家湿地公园列表

## 中国国家城市湿地公园
对城市湿地公园的定义，则是“纳入城市绿地系统规划的、具有湿地的生态功能和典型特征的、以生态保护、科普教育、自然野趣和休闲游览为主要内容的公园。” 申报国家城市湿地公园的湿地，必须具备能供人们观赏、游览，开展科普教育和进行科学文化活动，保护、观赏、文化和科学价值较高，有天然湿地类型或有一定影响及代表性，并且纳入城市绿地系统规划范围，以及占地500亩以上等条件。国家城市湿地公园由住房和城乡建设部批准设立。
参见：中国国家城市湿地公园列表